# Rauker Fútbol Club
El Rauker FC Callería, o simplemente Rauker FC, es un club de fútbol peruano, del distrito de Callería, en la provincia de Coronel Portillo, en el departamento de Ucayali. Fue fundado en el año 2022.  
Formó parte de la Liga 3 en su edición inaugural de 2025, misma en la que fue descalificado tras acumular 3 walkovers. Desde la temporada 2026 participará nuevamente en la Copa Perú.

## Historia

### 2022: Fundación
El 26 de octubre de 2022, el club fue fundado bajo el nombre de Asociación Deportiva Academia Huracán (o simplemente como ADA Huracán) en el distrito de Callería, con el propósito de participar oficialmente en la Liga Distrital de Fútbol de Callería.

### 2023: Primera participación y cambio de nombre
Tras su inscripción en la liga distrital, la participación del club fue fructífera y efectiva futbolísticamente, llegando a liderar la tabla de posiciones y ser candidato a coronarse como campeón de la liga distrital en su debut. No obstante, no se llegó a concretar debido a un reclamo por el cambio de nombre del club a Rauker FC Callería en medio del torneo, lo que llevó a ser retirado de la competencia tras una resta de puntos por parte de la Liga Distrital de Callería.

### 2024: Campaña en Copa Perú y ascenso a Liga 3
Para la temporada 2024, se toma una revancha y campeona la Liga Distrital de Callería, posteriormente sale campeón de la Liga Provincial de Coronel Portillo y finalmente se consagra como campeón de la Liga Departamental de Fútbol de Ucayali, lo que dio como resultado la clasificación a la etapa nacional de la Copa Perú 2024.
Una vez en la etapa nacional logra superar la fase regular en la decimotercera posición, lo que le correspondió avanzar a la serie de los dieciseisavos de final; no obstante fue eliminado en dicha instancia frente a Deportivo El Inca de Trujillo tras perder 2-3 de visita y empatar 0-0 de local, cayendo 2-3 en el resultado global.
Sin embargo, pese a quedar eliminado en esa fase, debido a que el otro representante del departamento de Ucayali que fue Real Von Humboldt de Aguaytía quedó fuera de competencia una fase antes, el equipo de Callería consigue el ascenso a la recién creada Liga 3 para el 2025.

### 2025: Efímero paso por la Liga 3 y descalificación
Antes de su estreno en la Liga 3, disputó un amistoso frente a Deportivo Municipal en el Estadio Aliardo Soria que acabó con un 1-2 en contra.
Iniciando la Liga 3 2025 el equipo que fue ubicado en el Grupo 3 descansaría en la primera fecha; ya en la segunda fecha debía visitar a Nuevo San Cristóbal, sin embargo el plantel viajó sin carnés y no incluyó personal médico, lo cual no le permitió ingresar al estadio y por ende perder por walkover en su debut; la situación se repetiría en la tercera fecha cuándo tenía que enfrentarse de local a UDA, lo cual acumulo un segundo walkover en el torneo; mientras que sumaría un tercer walkover en la cuarta fecha donde tuvo que jugar ante la reserva de Sport Huancayo en condición de visita. Finalmente, la Comisión de Licencias de la FPF en medio de un comunicado, determino que Rauker FC sería descalificado de la Liga 3 con la pérdida inmediata de categoría tras la acumulación de walkovers y que sus partidos restantes serían adjuntos a una derrota 0-3 en cada uno. De esta forma, el equipo de Callería daba punto final a su etapa en Tercera División y tiene que disputar nuevamente la Copa Perú desde 2026.

## Uniforme
- Uniforme Titular: Camiseta color negro con fucsia, short color negro con fucsia, medias fucsias con franjas negras.
- Uniforme Alterno: Camiseta color blanco con verde olivo, short color blanco con verde olivo, medias verde olivo con franjas blancas

## Estadio
Artículo principal: Estadio Aliardo Soria Pérez

Vista panorámica del estadio.

El Estadio Aliardo Soria Pérez se encuentra en la ciudad de Pucallpa, departamento de Ucayali en la recta del Jirón Fitzcarrald. Luego de ser remodelado, cuenta con un aforo de 25 848 espectadores. Siendo escenario para los partidos de Local del Club Rauker FC.

## Entrenadores
- Víctor Delgado (2024)
- Enrique Pajuelo (2024)
- Efraín Larico Chirinos (2025)
- Édgar Teixeira (2025-act.)

## Palmarés

### Torneos regionales
| Competición regional                      | Títulos | Subcampeonatos |
| ----------------------------------------- | ------- | -------------- |
| Liga Departamental de Ucayali (1/0)       | 2024    |                |
| Liga Provincial de Coronel Portillo (1/0) | 2024    |                |
| Liga Distrital de Callería (1/0)          | 2024    |                |